# قطعنامه ۱۸۷۲ شورای امنیت
قطعنامه ۱۸۷۲ شورای امنیت سازمان ملل متحد که در تاریخ ۲۶ مه ۲۰۰۹ تصویب شد، سندی بین‌المللی دربارهٔ بررسی وضعیت در سومالی است. این قطعنامه طی نشست ۶۱۲۷ام با ۱۵ رای موافق، ۰ مخالف و ۰ ممتنع تصویب شد.